# Stephen Ansolabehere
Stephen Daniel Ansolabehere es un politólogo estadounidense y profesor de gobierno en la Universidad de Harvard. Es el hermano menor del animador Joe Ansolabehere.

## Biografía

### Primeros años
Recibió su licenciatura en ciencias políticas y su licenciatura en economía de la Universidad de Minnesota en 1984, y su doctorado en ciencias políticas de la Universidad de Harvard en 1989.

### Carrera
De 1989 a 1993, se desempeñó como profesor asistente en el departamento de ciencias políticas de la Universidad de California en Los Ángeles. Se convirtió en profesor asociado de ciencias políticas en el Instituto de Tecnología de Massachusetts en 1995 y en profesor Elting R. Morison de ciencias políticas allí en 1998. Ocupó este cargo desde 1998 hasta su incorporación a la Universidad de Harvard en 2008.

## Investigación
Es conocido por su investigación sobre múltiples aspectos de las elecciones en los Estados Unidos, incluida la opinión pública, los medios de comunicación y la representación. En 2003, publicó un artículo en el que sostenía que en Estados Unidos, las personas y las corporaciones tienden a considerar la donación de dinero como una forma ineficiente de influir en los políticos. El mismo artículo argumentaba que la mayoría de las personas que donan a un político lo hacen porque realmente apoyan la causa del político y porque donar para apoyar a su político preferido los hace sentir bien, y que el gasto de campaña como porcentaje del PIB en realidad puede haber disminuido en los 100 años anteriores.

## Premios y honores
En 1996, recibió el Goldsmith Book Prize por el libro Going Negative, del que fue coautor con Shanto Iyengar.